# Fontinalis antipyretica
Fontinalis antipyretica és una espècie de molsa de l'ordre Hypnales. És pròpia de l'hemisferi nord i viu submergida en aigua dolça.

## Descripció i hàbitat
Fontinalis antipyretica és una planta aquàtica que viu submergides en aigua dolça. El seu nom llatí prové del fet que creix sovint a les fonts (Fontinalis) i que se l'hi atribueixen qualitats medicinals en la medicina tradicional (antipyretica = contra la febre). En l'actualitat però aquesta planta s'utilitza generalment per a decorar aquaris.
La molsa aquàtica comuna és una espècie molt estesa a tot l'hemisferi nord del planeta, trobant-se a regions molt vastes de la zona subàrtica del continent eurasiàtic i l'Amèrica del Nord.
Normalment aquesta planta es troba a poca profunditat en aigües clares i fresques, preferiblement de corrent suau. Es pot trobar també en llacs molt grans fins a una profunditat de 19 m. Pot resistir períodes de congelació d'uns quants mesos.
Les tiges són normalment de 15 cm, ans que poden arribar a fer fins a 30 cm de llarg. Creixen en mates espesses que es belluguen gràcilment amb el corrent. Malgrat llur aspecte fosc en grup i de lluny, exposades a llum intensa hom pot veure que les fulletes individuals són d'un verd clar i transparent.
La reproducció s'efectua igual que en les molses que viuen fora de l'aigua. L'esporòfit forma càpsules ovals de tija molt curta. Cada càpsula forma un peristoma de doble línia amb dentetes vermelles. L'alliberament de les espores és progressiu.

## Taxonomia
Hi ha dues varietats de l'espècie Fontinalis antipyretica: 
- Fontinalis antipyretica var. gracilis (Lindb.). Varietat més prima i petita amb poques fulletes que viu a rierols de corrent ràpida dels Alps.
- Fontinalis antipyretica var. gigantea (Sull.). Varietat de color marró grogenc amb fulles molt amples. Es troba a alguns estanys d'Europa, Àfrica del Nord i Amèrica del Nord.